# Tahrír tér

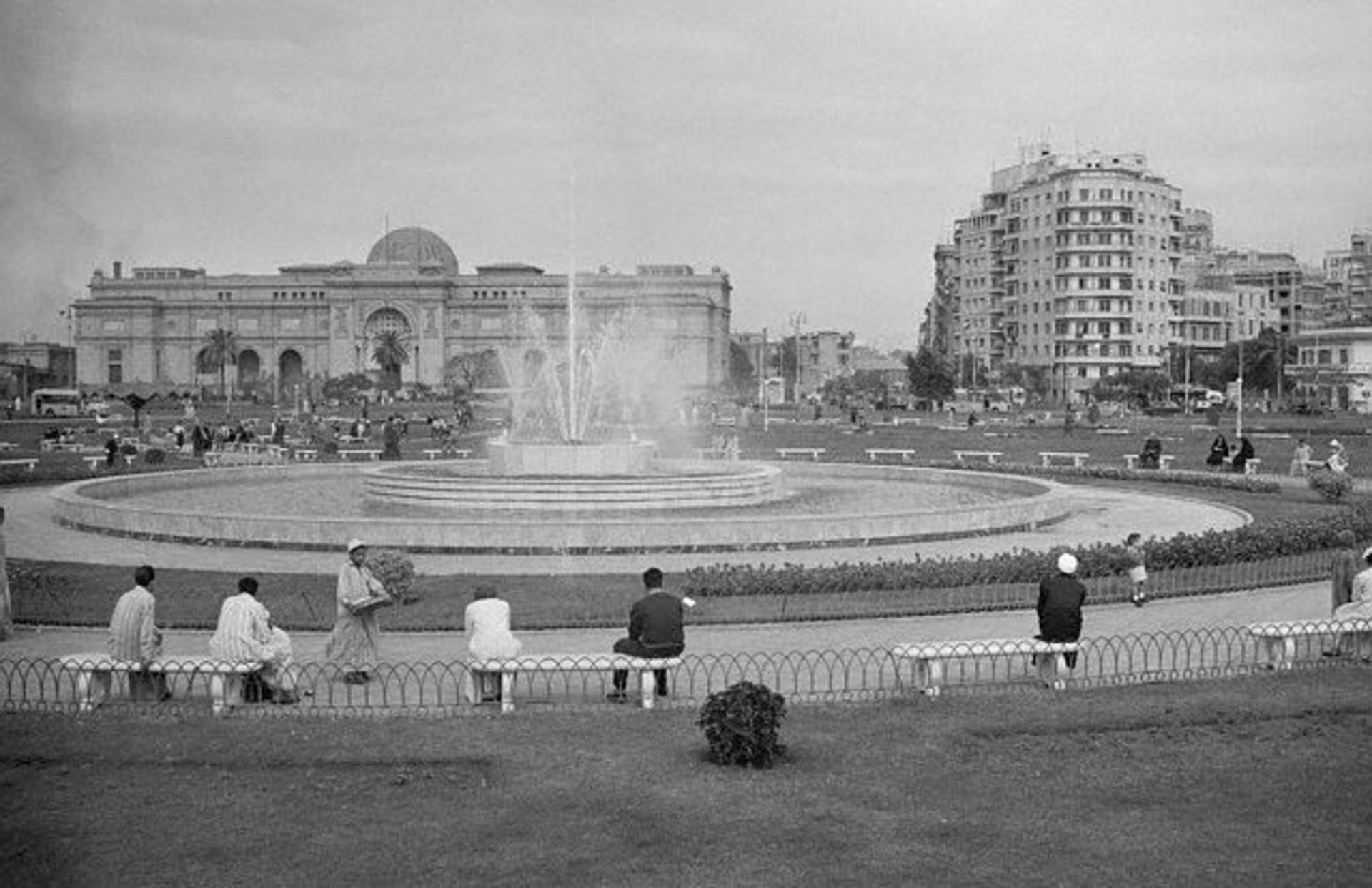
A Tahrír tér 1958-ban

A Tahrír tér (ميدان التحرير Mīdān at-Taḥrīr, „Felszabadulás tér”) Kairó belvárosának legismertebb tere, ahol az Egyiptomi Múzeum is áll. A tér számos politikai megmozdulás színhelye volt, többek közt a 2011-es egyiptomi forradalom idején is.

## Története
A tér eredeti neve Iszmailia tér (ميدان الأسماعيليّة, Mīdān al-Ismā‘īliyyah) volt, Iszmáíl kedive, a 19. században hatalmon lévő egyiptomi alkirály után, aki elrendelte az új belváros, a „Nílus-parti Párizs” tervezését. Az 1919-es egyiptomi forradalom után a tér széles körben Tahrír („Felszabadulás”) néven vált ismertté, de hivatalosan csak az 1952-es egyiptomi forradalom idején kapta meg ezt a nevet, mikor Egyiptom végleg fölszámolta a brit protektorátust.

## Épületei

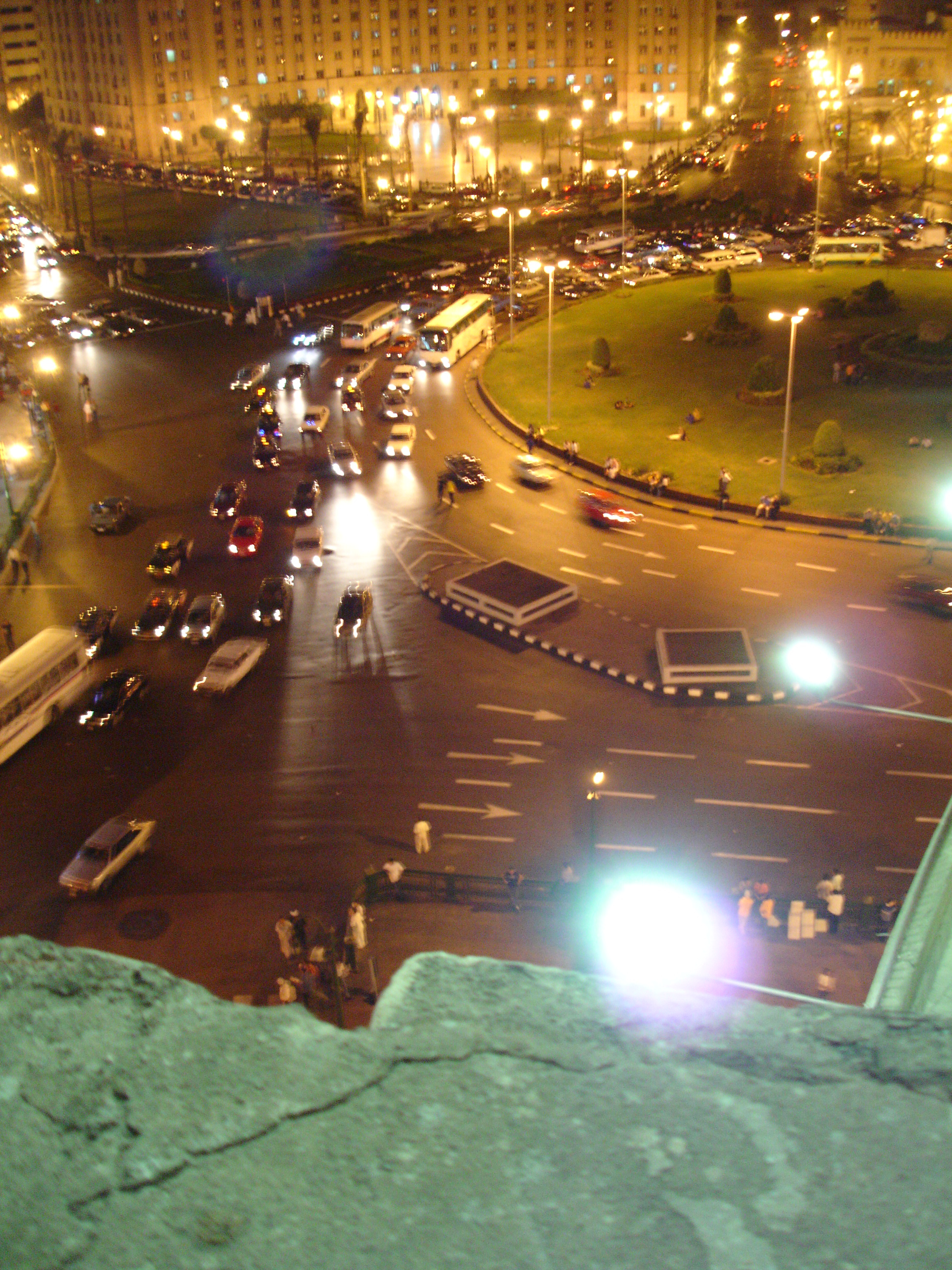
A Tahrír tér körforgalma éjjel északnyugatról, a Talaat Harb út felől

A tér közepén nagy méretű és forgalmú körforgalom található. Északkeleti oldalán Omar Makram nemzeti hős szobra áll, akit a Napóleon egyiptomi megszállása idején tanúsított ellenállásáért tisztelnek, mögötte pedig az Omar Makram mecset található.
A tér a történelmi Kaszr el-Ajn út északi végpontja, a Talaat Harb út nyugati vége, a déli részét átszelő Kaszr en-Nil úton át pedig közvetlen összeköttetésben áll a közeli Nílust átszelő Kaszr en-Nil híddal.
A téren található a kairói metró Szadat állomása, ahol az 1-es és 2-es metróvonal keresztezi egymást.
Itt áll az Egyiptomi Múzeum, a Folklór háza, a Mogamma nevű kormányépület, az Arab Liga székháza, a The Nile Ritz-Carlton szálló, a Kaszr El Dobara templom és a Kairói Amerikai Egyetem eredeti belvárosi campusa. A Nemzeti Demokrata Párt (NDP) székháza a forradalom alatt, 2011. január 28-án kiégett, bontását 2015-ben rendelték el, miután egy 2014-ben ugyanerre tett kísérlet az épület műemlék volta miatt meghiúsult.

## Tüntetések

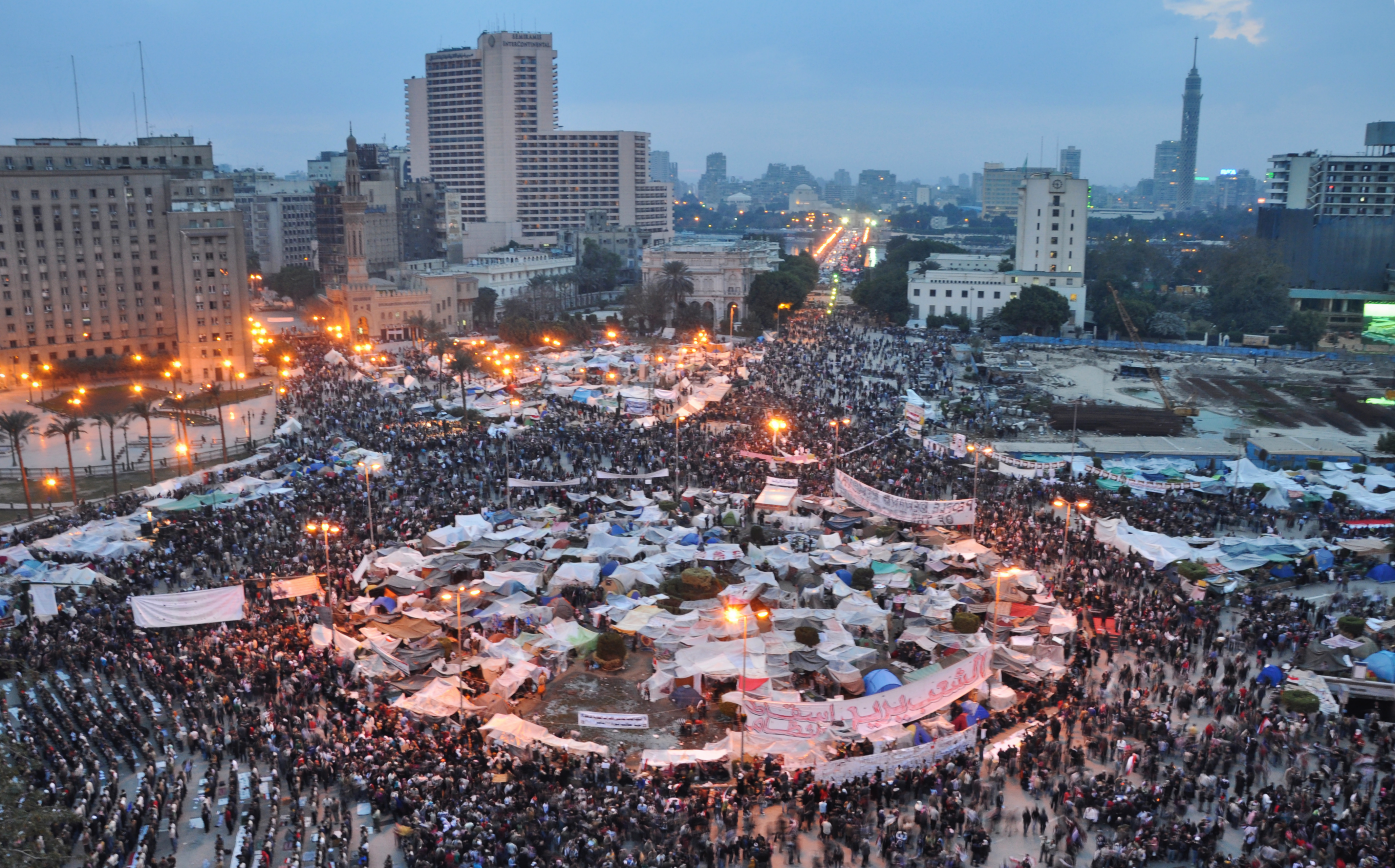
Tüntetők a Tahrír téren 2011. február 9-én

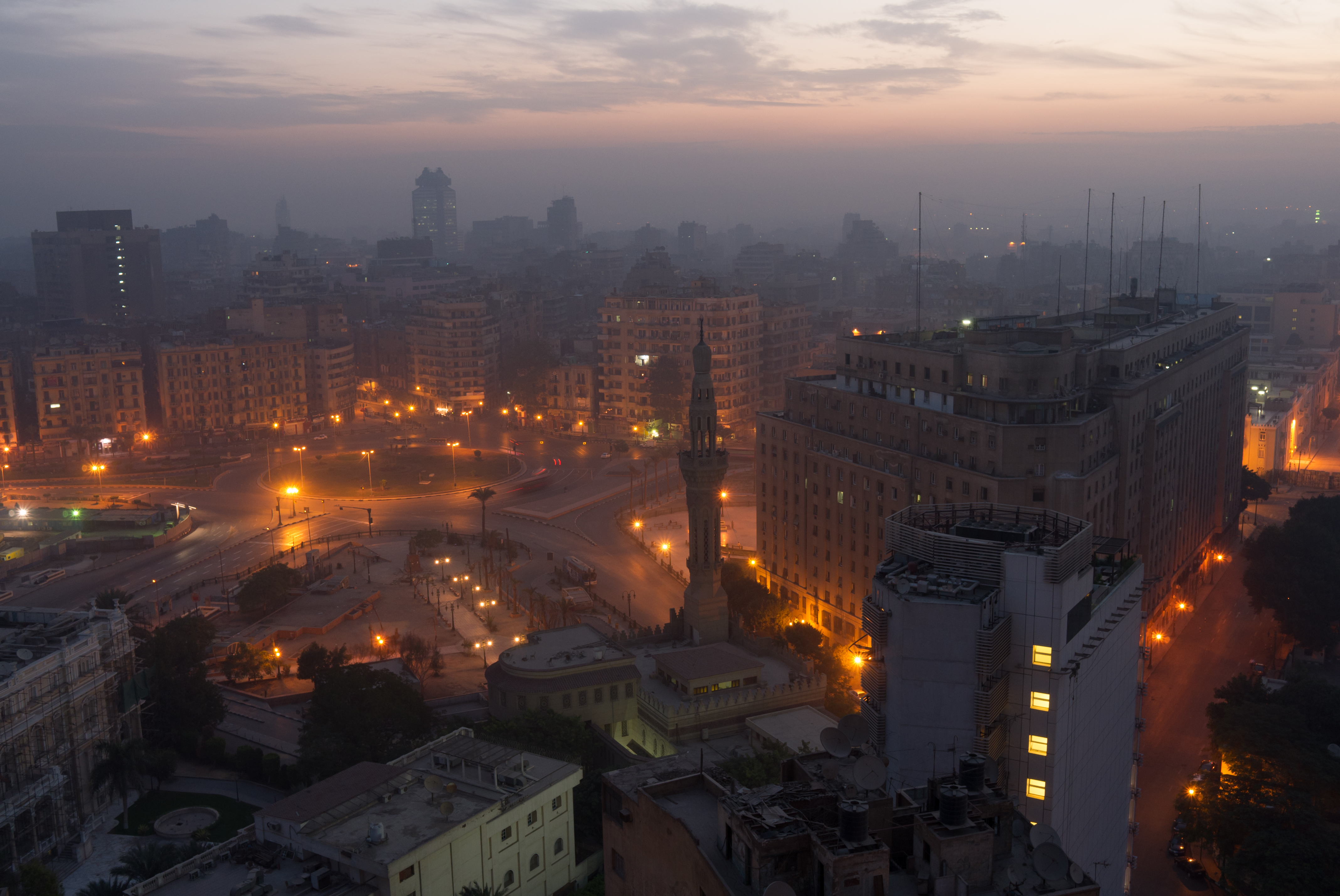
A Tahrír tér hajnalban (2012 novembere)

A Tahrír tér a tüntetések és tiltakozások hagyományos helyszíne lett, többek közt az 1977-es kenyérlázadásé és a 2003 márciusi, az iraki háború ellen folytatott tüntetésé is. A tér a 2011-es egyiptomi forradalom alatt a Hoszni Mubarak elnök elleni tüntetések egyik fő helyszínévé és világszerte ismert jelképévé vált. A téren folyó tüntetés lehetőséget biztosított a hadseregnek Mubarak eltávolítására; az elnök február 11-én lemondott. 2013. június 29-én újra tüntetés kezdődött a téren a Mubarak helyébe megválasztott elnök, Mohamed Morszi ellen. Július 3-án Morszi lemondott.

## Fordítás
- Ez a szócikk részben vagy egészben  a   Tahrir Square című angol Wikipédia-szócikk ezen változatának fordításán alapul.  Az eredeti cikk szerkesztőit annak laptörténete sorolja fel. Ez a jelzés csupán a megfogalmazás eredetét és a szerzői jogokat jelzi, nem szolgál a cikkben szereplő információk forrásmegjelöléseként.

## Külső hivatkozások
- BBC: Tahrir Square in wide angle images slideshow
- iPhone Tahrir Square App
- BlackBerry Tahrir Square App Archiválva 2011. július 21-i dátummal a Wayback Machine-ben
- Tahrir Documents. University of California, Los Angeles. „Collected from demonstrations in Cairo’s Tahrir Square” 2011–present